# Eva de Goede
Eva de Goede (Zeist, 23 maart 1989), sinds haar huwelijk Drummond-de Goede is een Nederlandse hockeyster en was tot 2 april 2024 Nederlands hockeyinternational, en speelde 258 officiële interlands (33 doelpunten) voor de Nederlandse vrouwenploeg.
Eva de Goede baarde opzien door op zeventienjarige leeftijd te debuteren bij een interland tegen India. Ze schitterde met een doelpunt en assist. Het bijzondere van haar debuut was dat ze bij haar club Kampong, die in de Hoofdklasse speelt, nog geen enkele minuut in het eerste elftal had gespeeld.
Ze speelde vanaf haar jonge jaren bij hockeyclub Phoenix uit Zeist. Via een korte periode bij Schaerweijde ging ze vanaf het seizoen 2005–2006 voor hockeyclub Kampong uit Utrecht spelen. Hier is ze gecoacht door topcoaches Stijn van Roosendaal en Freek Holl. Omdat het eerste damesteam volledig bezet was, trainde ze het seizoen alleen mee en bleef ze in het jeugdteam spelen. Via het Nationale A-team kwam ze in juni met Vera Vorstenbosch als stagespeelster bij het Nederlandse Dameselftal. Op 2 juli 2006 startte De Goede in de basis bij een vriendschappelijk duel tegen India en luisterde haar debuut op met een doelpunt en assist.
Ze speelde vanaf 2010 tot en met 2021 bij de Amsterdamsche Hockey & Bandy Club samen met onder anderen Maria Verschoor, Kelly Jonker, Charlotte Vega, Kitty van Male en Marijn Veen onderbroken door een verblijf van een jaar in Zuid-Afrika. Op 22 april 2019 wonnen ze voor de 14e keer sinds 1975 de finale van de EuroHockey Club Champions Cup van Real Sociedad in Wagenerstadion te Amstelveen met 7-0. In 2021 maakte ze de overstap naar HGC (hockeyclub).
Op 21 januari 2007 won ze met Nederland het toernooi om de Champions Trophy 2007 in het Argentijnse Quilmes. In de finale werd gastland Argentinië met 1–0 verslagen. Vervolgens werd de aanvalster geselecteerd voor het Europees Kampioenschap te Manchester. Vanwege een scheenblessure werd zij kort tevoren vervangen door Nienke Kremers. Op het toernooi om de Champions Trophy 2008 te Mönchengladbach (Duitsland) baarde zij opzien door als verdedigster aan te treden, een experimentele keuze van bondscoach Marc Lammers. Ook op de Olympische Zomerspelen van Peking (China) bewees de geboren aanvalster zich op die positie staande te kunnen houden. Op 22 augustus 2008 won De Goede met het Nederlandse hockeyploeg een gouden Olympische medaille, met een 2–0 zege op China. Op 10 augustus 2012 won De Goede eveneens olympisch goud tijdens de Hockey op de Olympische Zomerspelen 2012 in Londen met de Nederlandse hockeyploeg. De Goede is een van de acht hockeyspeelsters van de huidige selectie Nederlandse hockeyploeg die tweemaal achtereenvolgens een olympische gouden medaille heeft bemachtigd.
Tijdens de Olympische Zomerspelen van 2016 reikte de Goede met het Nederlands hockeyteam tot de finale. Groot-Brittannië was hierin de tegenstander. Nadat de wedstrijd op 3-3 was blijven steken in de reguliere speeltijd bleek Groot-Brittannië een maatje te groot in de shoot-out-serie (0-2).
Na een jaar zonder hockey keerde ze eind 2017 terug in Oranje. Na een ijzersterk WK en Champions Trophy in 2018 werd de routinier in dat jaar uitgeroepen tot FIH Player of the Year. Ook in het daaropvolgende jaar werd ze door de FIH uitgeroepen tot beste speelster ter wereld. Ze leidde Oranje in 2019 als aanvoerder naar de Europese titel met daarbij ticket voor de Olympische Spelen in Tokio en de winst in de FIH Pro League, die ze in de 2e editie ook won.
In 2021 veroverde ze, als aanvoerster van het Nederlandse dames hockeyteam, haar derde gouden Olympische medaille. In de finale werd Argentinië met 3-1 verslagen. Samen met Lidewij Welten heeft De Goede nu drie Olympische gouden medailles.
Begin 2022 kreeg De Goede een ernstige knieblessure. Er was grote twijfel of zij wel mee kon doen met het WK van 2022. Gelukkig herstelde ze vlak voor het WK en kon ze toch nog mee doen. Nederland won het wereldkampioenschap 2022.
De Goede werd door Paul van Ass niet geselecteerd voor de Pro league. De Pro league gebruikte van Ass als voorselectie in aanloop voor de Olympische spelen van Parijs. Dit betekende definitief het einde van haar interlandcarrière aangezien de Goede na de Olympische spelen wilde emigreren naar Zuid-Afrika. Het land waar haar man vandaan komt. Op 2 april 2024 werd bekendgemaakt dat de interlandcarrière van Eva is beëindigd.

## Palmares
- Champions Trophy 2006 te Amstelveen (Nederland)
- Champions Trophy 2007 te Quilmes (Argentinië)
- Champions Trophy 2008 te Mönchengladbach (Duitsland)
- Olympische Zomerspelen 2008 te Peking (China)
- Champions Trophy 2009 te Sydney (Australië)
- EK hockey 2009 te Amstelveen (Nederland)
- Champions Trophy 2010 te Nottingham (Verenigd Koninkrijk)
- WK hockey 2010 te Rosario (Argentinië)
- EK hockey 2011 te Mönchengladbach (Duitsland)
- Champions Trophy 2011 te Amsterdam (Nederland)
- Champions Trophy 2012 te Rosario (Argentinië)
- Olympische Zomerspelen 2012 te Londen (Verenigd Koninkrijk)
- EK hockey 2013 te Boom (België)
- WK hockey 2014 te Den Haag (Nederland)
- Champions Trophy 2014 te Mendoza (Argentinië)
- EK hockey 2015 te London (Verenigd Koninkrijk)
- Champions Trophy 2016 te Londen (Verenigd Koninkrijk)
- Olympische Zomerspelen 2016 te Rio de Janeiro (Brazilië)
- WK hockey 2018 te Londen (Verenigd Koninkrijk)
- Champions Trophy 2018 te Changzhou (China)
- Hockey Pro League 2019 te Amstelveen (Nederland)
- EK hockey 2019 te Antwerpen (België)
- Hockey Pro League 2020-21
- EK hockey 2021 te Amstelveen (Nederland)
- Olympische Zomerspelen 2020 (2021) te Tokio
- Wereldkampioenschap 2022 in Amstelveen en Terrassa

## Onderscheidingen
- 2010 – Gouden Stick
- 2018, 2019 – FIH Player of the Year[7][8]
- 2021 Benoemd tot Lid van Verdienste.
- 2021 bevorderd tot Officier in de Orde van Oranje-Nassau
- 2021 Ereburger Zeist

Marilyn Agliotti · 
Naomi van As · 
Minke Booij · 
Wieke Dijkstra · 
Miek van Geenhuizen · 
Maartje Goderie · 
Eva de Goede · 
Ellen Hoog · 
Fatima Moreira de Melo · 
Eefke Mulder · 
Maartje Paumen · 
Sophie Polkamp · 
Lisanne de Roever · 
Janneke Schopman · 
Minke Smabers · 
Lidewij Welten ·
Coach: Marc Lammers
Marilyn Agliotti · 
Naomi van As · 
Merel de Blaey · 
Carlien Dirkse van den Heuvel · 
Margot van Geffen · 
Maartje Goderie · 
Eva de Goede · 
Ellen Hoog · 
Kelly Jonker · 
Kim Lammers · 
Caia van Maasakker · 
Kitty van Male · 
Maartje Paumen · 
Sophie Polkamp · 
Joyce Sombroek · 
Lidewij Welten ·
Coach: Max Caldas
Naomi van As · 
Willemijn Bos · 
Carlien Dirkse van den Heuvel · 
Margot van Geffen · 
Eva de Goede · 
Ellen Hoog · 
Kelly Jonker · 
Marloes Keetels · 
Laurien Leurink · 
Caia van Maasakker · 
Kitty van Male · 
Maartje Paumen · 
Joyce Sombroek · 
Maria Verschoor · 
Xan de Waard · 
Lidewij Welten ·
Coach: Alyson Annan
Felice Albers · 
Margot van Geffen ·  
Eva de Goede · 
Marloes Keetels · 
Josine Koning · 
Sanne Koolen · 
Laurien Leurink · 
Caia van Maasakker · 
Frédérique Matla ·  
Laura Nunnink · 
Malou Pheninckx · 
Pien Sanders ·  
Lauren Stam · 
Maria Verschoor · 
Xan de Waard · 
Lidewij Welten · 
Coach: Alyson Annan